# Zulu mitologija
Zulu je afrička etnička grupa od 11 000 000 ljudi, koji govore Bantu jezikom i uglavnom žive u Južnoj Africi. Njihova vjera je politeistička, što znači da postoji mnogo bogova koji pomažu, odmažu i djeluju na ljude na razne načine. Kao i ostale politeističke vjere, i ova je nastala jer narod nije mogao objasniti prirodne pojave, tako da se kao bogovi u Zulu mitologiji javljaju životinje i razna vremenska događanja (nepogode).
Vrhovno božanstvo u Zulu mitologiji je Unkulunkulu. On je stvorio i čovječanstvo. Umvelikangi je bog neba. On šalje munje na zemlju, a njegov glas je grom. Ovaj bog stvara i potrese. Mamlambo je božica rijeka, odnosno vode. Nokhubulvane je božica koja je stvorila dugu i kišu. Ona je i božica zemljoradnje. Tiklose je bog - patuljak sa samo jednom polovicom tijela. On se upušta u bitke s ljudima i uglavnom ih ubija, a ako ga netko pobijedi on oču raznim vrstama magije. Unvabu se predstavlja kao kameleon. On je poslat na zemlju da uči ljude besmrtnosti.